# Batholith

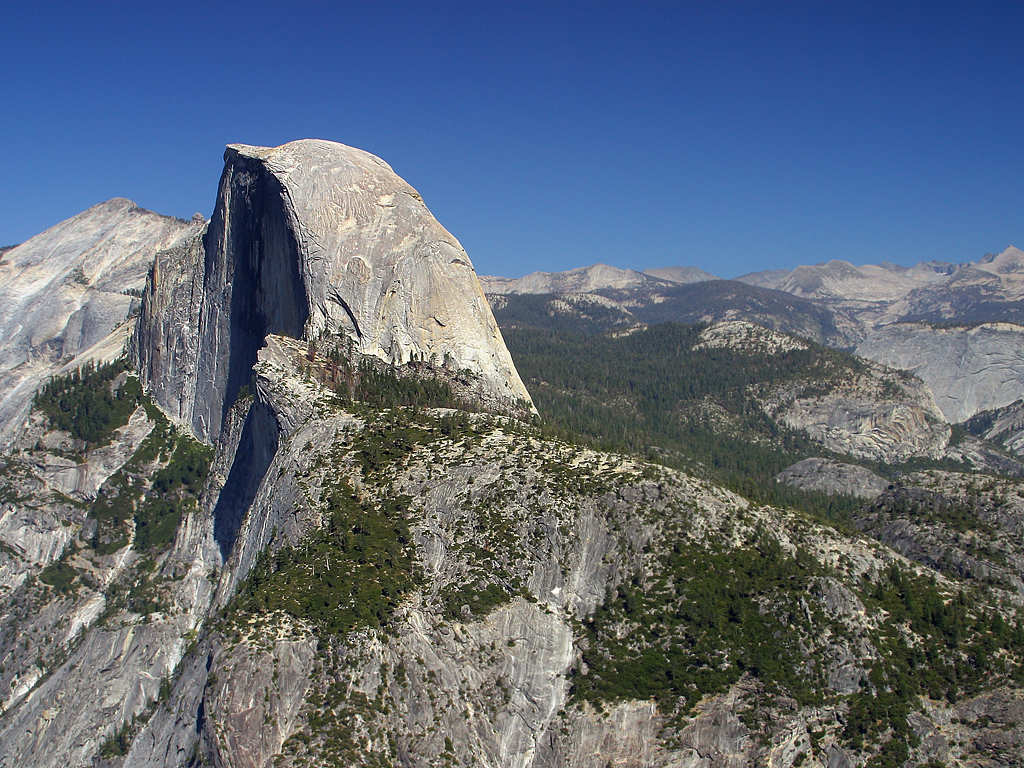
Half Dome, monolith granit ở vườn quốc gia Yosemite và một phần của batholith Sierra Nevada.

Batholith (từ tiếng Hy Lạp bathos, sâu + lithos, đá) là một thể đá mácma xâm nhập được hình thành từ mácma nguội lạnh ở sâu trong lớp vỏ Trái Đất. Batholith hầu như luôn được cấu tạo bởi các đá felsic hoặc trung gian như granit, monzonit thạch anh, hoặc diorit (xem thêm vòm granit).